# Faculdade de Ciências Farmacêuticas da Universidade de São Paulo
A Faculdade de Ciências Farmacêuticas da Universidade de São Paulo ou (FCF-USP) é uma das Faculdades integrantes da Universidade de São Paulo (USP), e, portanto, é considerada uma unidade de ensino, pesquisa e extensão. A FCF foi fundada em 12 de outubro de 1898, e atualmente possui quatro departamentos, oferece um curso de graduação e quatro programas de pós-graduação.
A FCF é referência em sua área e possui reconhecimento da excelência em seu ensino, tendo um curso 5 estrelas no Guia do Estudante, foi reconhecida pelo SCImago Institution Ranking como uma das 20 melhores faculdades de Farmacologia, Toxicologia e Farmácia do mundo e a melhor da América Latina.

## Estrutura
A unidade possui mais de 90 laboratórios, divididos entre 7 blocos e 1 prédio Semi Industrial, 10 salas de aula, 2 auditórios e 1 sala Pró-Aluno, com acesso à internet e disponibilidade para trabalhos acadêmicos, constituindo uma área total de 23.200 m².
A FCF conta com com mais de 122 servidores técnicos-administrativos e 71 servidores docentes. Os professores estão alocados em quatro departamentos:
- Departamento de Alimentos e Nutrição Experimental (FBA)
- Departamento de Análises Clínicas e Toxicológicas (FBC)
- Departamento de Farmácia (FBF)
- Departamento de Tecnologia Bioquímico-Farmacêutica (FBT)

## Órgãos Estudantis

### Centro Acadêmico de Farmácia e Bioquímica
Fundado em 1962, o Centro Acadêmico de Farmácia e Bioquímica da USP (CAFB) é uma entidade da FCF/USP, que busca ser porta-voz das demandas dos nossos alunos e da comunidade como um todo. O CAFB atua em diversas esferas, englobando os principais pilares da Universidade: ensino, pesquisa e cultura-extensão; construindo um ambiente aberto e democrático, e retribuindo o investimento que a sociedade coloca em nos estudos.
Seus projetos são amplos e abrangentes, sempre voltados para representar tanto os alunos perante a faculdade, quanto a faculdade perante a sociedade. Todas as atividades e ideias são amplamente discutidas e organizadas em reuniões semanais com toda a gestão e com os colaboradores, pois o Centro Acadêmico é uma entidade aberta para que todo aluno, independente de ano de ingresso, possa participar!
Dentre seus projetos mais reconhecidos, estão: Campanha 5 de maio - Pelo Uso Racional de Medicamentos, Campanhas de combate à hipertensão, organização da Jornada Científica dos Acadêmicos de Farmácia e Bioquímica.

### Associação Atlética Acadêmica Farmácia e Bioquímica (AAAFB)
A Associação Atlética Acadêmica Farmácia e Bioquímica (AAAFB) é uma agremiação esportiva estudantil que representa os cerca de 800 alunos da Faculdade de Ciências Farmacêuticas da Universidade de São Paulo.
Fundada em 25 de dezembro de 1962, conta com uma sede no Conjunto das Químicas.
Anteriormente fazia parte da Associação Atlética Acadêmica XXV de Janeiro, que abrigava os cursos de farmácia e odontologia da USP. Foi uma das fundadoras da Federação Universitária Paulista de Esportes, em 1934 (ainda com a AAAXXV).
Campeonatos que participou: BichUSP, Copa USP, Jogos da Liga, JUSP, JUP, InterUSP, InterFarma (atual tetracampeã), CopaFarma.
Alguns títulos importantes: vice-campeã de basquete feminino da FUPE (1994), 12 vezes campeã da InterFarma (1985, 1989, 1990-1997, 1999, 2000), campeã vôlei feminino InterUSP (2004), Campeã Volei Masculino dos Jogos da Liga (2005), Bicampeão do Rugby Masculino da InterUSP (2006-2007), Campeão dos 100 m rasos da InterUSP (2007), Campeão Geral da CopaFarma (2008-2009) e Campeão do Volei Masculino da InterUSP (2009).

### Empresa Júnior
A “Farma Júnior” é a empresa júnior do curso de Farmácia-Bioquímica da Faculdade de Ciências Farmacêuticas da Universidade de São Paulo. Fundada em 1993, a Farma Júnior tem como missão “realizar projetos farmacêuticos na Grande São Paulo, alavancando o potencial empreendedor dos nossos clientes e membros, com excelência USP”.
Temos como objetivo oferecer para empreendedores e empresas serviços de consultoria na área farmacêutica . Desta maneira, buscamos fomentar, através do aprendizado na prática, uma formação mais completa para os alunos da graduação, ampliando sua capacitação e responsabilidade social na geração de impacto na sociedade.
Nosso movimento se caracteriza por ser guiado por um propósito, gerador de impacto, trabalho conectado em rede, buscando um alto crescimento sustentável. No mais, somos um movimento sem fins lucrativos, gerido por alunos, apartidário e não religioso.

### Farmácia Acadêmica Social (FAS)
A “Farmácia Acadêmica Social”, conhecida como FAS, tem por objetivo beneficiar a população e proporcionar experiências aos alunos na carreira escolhida.
Os principais projetos desenvolvidos são: “Saúde em Foco”, “Campanha de Diabetes e Hipertensão”, bem como atividades sociais em orfanatos realizadas durante na Páscoa e no dia das Crianças.
A FAS em 2019 desenvolveu um jogo de tabuleiro sobre ISTs que foi premiado na Games for Change Latin America em 2020, onde foi premiado com o terceiro lugar.

### Farmatuque
Criada em 2003 , a Farmatuque é a bateria universitária do curso superior de Farmácia-Bioquímica da FCF. Representada pelas cores bordô e amarelo, a Farmatuque eleva o espírito dos alunos através do samba.
Dentre os eventos dos quais a Farmatuque vem participando ao longo desses anos de existência, destacam-se: InterUSP, BixUSP, o Balatucada e o Torneio de Baterias do Biffe, além de tocar em atividades de integração da Universidade, como no trote solidário, semana de recepção dos calouros e em algumas festas.

## Departamentos da FCF

### Departamento de Análises Clínicas e Toxicológicas (FBC)
O Departamento de Análises Clínicas e Toxicológicas da FCF-USP (FBC) é um espaço de atividades multitemático com especialistas de diversas áreas do conhecimento – bioquímicos, fisiopatologistas, microbiologistas, parasitologistas, imunologistas, biologistas celulares, bioinformatas, toxicologistas e outros.  Nossos alunos e professores combinam esse espaço multidisciplinar de maneira criativa e única.
O FBC é um dos departamentos de Análises Clínicas mais antigos do Brasil e a sua pesquisa é particularmente proeminente, sendo bem ranqueado nas ciências da vida e saúde. Os principais interesses de pesquisa do FBC incluem mecanismos de toxicidade de poluentes, medicamentos e drogas de abuso; neurotoxicidade e neurodegeneração, criação de metodologia analítica de ponta para drogas e metabólitos, sinalização celular e mecanismos fisiopatológicos e de ação de fármacos e drogas, e desenvolvimento de protótipos de vacinas.
O FBC oferece cursos de mestrado e doutorado, pós-doutorado, iniciação científica, orientações de trabalhos de conclusão de curso (TCC), e de trabalhos de conclusão de residência (TCR), programa de educação pelo trabalho (PET-Saúde), além de cursos de difusão, programa de atualização e práticas profissionalizantes, além de atividades e cursos para a comunidade externa da terceira idade (60+). No curso de Residência em Farmácia Clínica tem participação trabalhando conjuntamente com a Divisão de Laboratório Clínico do Hospital Universitário (LAC-HU-USP). O FBC oferece uma gama de disciplinas para a graduação e pós-graduação, com dupla titulação. Alguns projetos da pós-graduação se originam da interface universidade/setor produtivo e convênios com Hospitais e Laboratórios (Hospital Beneficência Portuguesa e Laboratório Fleury).  
Atento as questões cruciais e urgentes do mundo, o FBC contribui com respostas inovadoras e efetivas como a adoção de práticas sustentáveis (Green Analytical Toxicology), plataformas de substituição para o uso de animais para a indústria cosmética, até o desenvolvimento de protótipos de vacinas contra doenças negligenciadas.
O FBC mantem colaboração com diversos grupos de pesquisa no Brasil e exterior, e tem contribuído com o setor industrial, farmacêutico e cosmético. Os docentes do FBC são ativos nos comitês da FAPESP, CNPq e CAPES, em Corpo Editorial de revistas científicas e em órgãos regulatórios nacionais e internacionais, como ANVISA e EUCAST (Comitê Europeu de Teste de Sensibilidade aos Antimicrobianos).

#### Alguns destaques na pesquisa atual do departamento são:
Quantificação de lesões em DNA, de marcas epigenéticas e alterações do metabolismo energético e da expressão de genes e proteínas na carcinogênese e no desenvolvimento de complicações do diabetes (Laboratório de Toxicologia Experimental - Profa. Ana Paula de Melo Loureiro);
Investigação dos sinais químicos que modulam o ciclo celular do parasita da malária. O papel de GPCRs do Plasmodium falciparum utilizando screening de fármacos, abordagens moleculares e imagem de células (Laboratório de Genômica Funcional e descoberta de antimaláricos – Profa. Celia Regina da Silva Garcia);
Funcionalidade da resposta de linfócitos B e de seus respectivos anticorpos induzidas por infecções, vacinações ou exposição a compostos tóxicos (Laboratório de Imunologia de células B - Prof. Eduardo L. V. Silveira);
Biologia de Sistemas aplicada na análise da fisiopatologia de doenças humanas (Laboratório de Biologia de Sistemas Computacional – Prof. Helder Nakaya).
Formulações vacinais contra a malária causada pelo Plasmodium vivax. Há um protótipo em fase final de desenvolvimento que tem perspectivas de ser testado em ensaio clínico de segurança e imunogenicidade no homem (Laboratório de Parasitologia - Profa. Irene da Silva Soares);
Interfaces entre os sistemas imune e endócrino (Laboratório de Imunoendocrinologia – Prof. Joilson Oliveira Martins);
Epidemiologia molecular e mecanismos de resistência aos antimicrobianos em bactérias de origem humana (Laboratório RAMC – Resistência Antimicrobiana e Microbiologia Clínica – Prof. Jorge Sampaio);
Sequenciamento exômico para diagnóstico de doenças cardiovasculares, metabólicas como diabetes e obesidade. Faz pesquisa em farmacogenômica, epifarmacogenômica que são aplicados na medicina de precisão. Estuda epigenética em carcinoma de próstata, endometriose, e também contribui com pesquisa de novas vacinas nasais contra COVID-19 (Laboratório de Biologia Molecular aplicada ao Diagnóstico e Farmacogenômica - Prof. Mario Hiroyuki Hirata);
Desenvolvimento de métodos analíticos de cromatografia e espectrometria de massas para aplicação na Toxicologia Social/Forense, como controle antidoping no esporte, investigações médico-legais, exposição fetal a drogas e potencial terapêutico da ayahuasca (Laboratório de Toxicologia Analítica - Prof. Maurício Yonamine);
Mecanismos de formação de microambientes indutivos e do controle da hematopoese através de células-tronco mesenquimais (Laboratório de Hematologia Clínica e Experimental – Prof. Ricardo A. Fock);
Síndrome do desconforto respiratório agudo associada à malária: elucidação da interação parasita-hospedeiro, mecanismos da patogênese, identificação de biomarcadores para o diagnóstico precoce e desenvolvimento de estratégias profiláticas (Laboratório de Imunopatologia Celular e Molecular da Malária - Profa. Sabrina Epiphanio);
Mecanismos de controle da inflamação e mecanismos de xenobióticos sobre o sistema imune (Laboratório de Inflamação e Imunotoxicologia – Profa. Sandra Farsky);
Mecanismos imunológicos envolvidos na proteção contra infecções fúngicas. Desenvolvimento de vacinas profiláticas ou terapêuticas contra infecções fúngicas (Laboratório de Micologia - Prof. Sandro Rogério de Almeida);
Desenvolvimento de tecnologias de diagnóstico pré-clínico in vitro, como um método alternativo ao uso de animais de laboratório com foco especial no teste de produtos de uso tópico (Laboratório de Biologia da Pele – Profa. Silvya Stucchi Maria Engler);
Efeitos neurotóxicos de drogas de abuso e avaliação de novas estratégias terapêuticas para o tratamento do transtorno por uso de cocaína como a ayahuasca e canabidiol (Laboratório de Neurotoxicidade – Profa. Tania Marcourakis).
Na graduação, o departamento ministra disciplinas para estudantes de farmácia, química ambiental e engenharia ambiental. Alunos de diferentes unidades da USP podem cursar disciplinas optativas, que também atende alunos originários de diferentes países com disciplinas ministradas em inglês. Sempre que possível, atividades transversais entre graduação, pós-graduação e residência farmacêutica são propostas. Nossos compromissos estão pautados na qualidade do ensino, pesquisa e extensão universitária, na integração de conhecimentos e na necessidade de elaborar e praticar ações que visem o desenvolvimento de pensamento científico, crítico, holístico e humanista para os nossos graduandos.
No âmbito profissionalizante, o FBC está atento à tendência mundial das novas competências necessárias para o farmacêutico do futuro e reconhece a importância de seu envolvimento com a formação de um profissional generalista com conhecimento profundo da fisiopatologia e com conhecimentos complementares de diagnóstico laboratorial e inovação diagnóstica.
Finalizando, o FBC tem estado comprometido com o combate à violação dos direitos humanos, promoção e conscientização de práticas éticas, e a adoção de práticas de inclusão e acolhimento dos seus alunos, funcionários e docentes, através de participação ativa em iniciativas institucionais como a ouvidoria, o grupo de saúde mental (GSM-FCF) e o núcleo de direitos humanos (NDH-FCF).